# Polizeiruf 110: Zwischen den Gleisen
Zwischen den Gleisen ist ein deutscher Kriminalfilm von Werner Röwekamp aus dem Jahr 1975. Der Fernsehfilm erschien als 35. Folge der Filmreihe Polizeiruf 110.
Neben der federführend ermittelnden Deutschen Volkspolizei – um das Arbeitskollegium von Oberleutnant Hübner, Wachtmeister Subras arbeitet Undercover – werden auch die Transportpolizei („Leg das Zeug zurück oder ich geh zur Trapo.“) und die Freiwilligen Helfer der Volkspolizei („Ich hab die anderen VP-Helfer schon verständigt.“) im Streifen erwähnt. Von diesen wird jedoch lediglich Losansky einer handelnden Person klar zugeordnet, wobei er keine VP-Helfer-Armbinde trägt. Er ist bei den Ermittlungen im Arbeitsumfeld in seiner Reichsbahnuniform ebenso Undercover unterwegs.

## Handlung
Auf einer Müllhalde werden 40 neuwertige Uhren aus Ruhla in Originalverpackung gefunden. Oberleutnant Jürgen Hübner und Wachtmeister Lutz Subras erfahren, dass die Uhren während des Schienentransports verschwunden sind. Die Untersuchungen ergeben, dass immer wieder Güterwaggons um Teile ihrer Fracht erleichtert werden, die den Güterbahnhof Hornstein passieren, so wurden auf Nachfrage bei den Betrieben unter anderem Schuhe und Kassettenrekorder aus den Frachtkisten gestohlen. Jürgen Hübner und Lutz Subras gehen davon aus, dass der Täter unter den Mitarbeitern des Bahnhofs zu finden ist. Lutz Subras ermittelt nun inkognito vor Ort: Er gibt vor, an einer Arbeit auf dem Güterbahnhof interessiert zu sein, und versucht, Kontakte im Betriebslokal zu knüpfen.
Im Lokal wird bei seinem ersten Besuch gerade der Einstand von Manfred Petzold gefeiert, der nach seinem Grundwehrdienst aus der NVA entlassen wurde und wieder als Rangierer zu arbeiten beginnt. Manfred ist in Kellnerin Susanne verliebt, doch hat sein Vater, der ebenfalls auf dem Bahnhof arbeitet, größere Pläne für ihn: Manfred soll studieren. Eine Kellnerin hält Paul Petzold zudem für unter Manfreds Niveau. Manfred erkennt, dass sich sein Vater in seiner Abwesenheit verändert hat. Nicht nur hat er mit Inge eine 25 Jahre jüngere Frau geheiratet. Da Inge angeblich geerbt hat, hat er zudem für die Familie ein baufälliges Haus gekauft, das er selbst auf- und ausbaut.
Eines Tages erwischt Werner Peto den Kollegen Günter Wustmann, genannt Spinner, als er aus einem Waggon Uhren stiehlt. Spinner hatte zuvor telefonisch den Tipp bekommen, dass in dem speziellen Waggon hochwertige Waren transportiert werden. Werner ist entsetzt, erhält jedoch von Spinner ein ebenfalls gestohlenes Radio, damit er nichts verrät. Peto geht zur Polizei und wird von Jürgen Hübner als Informant eingesetzt. Die Ermittler wollen Spinner auf frischer Tat ertappen. Zudem brauchen sie den Hintermann, der über die Fracht Bescheid weiß. Die Verwalterin der Frachtbriefe Thea Muck konnte bei der Vernehmung nur sagen, dass praktisch jeder Zugriff auf die Briefe haben kann.
Manfred besucht seinen Vater beim Hausbau. Er berichtet ihm, dass er Spinner beim Diebstahl erwischt habe, der ihn jedoch gewarnt habe: Wenn er ihn anzeige, zeige er auch seinen Vater an, der ebenfalls in die Diebstähle verwickelt sei. Paul gibt sich entsetzt und empört über den Verdacht. Wenig später erwischt Manfred ihn jedoch dabei, wie er Thea Mucks Frachtpapiere durchwühlt und die Nummer des wertvollen Waggons telefonisch an Spinner weitergibt. Paul gesteht Manfred, dass er mit dem ergaunerten Geld das Haus gekauft habe. Die Polizei nimmt Paul fest, bevor er Spinner warnen kann. Gleichzeitig erhält Jürgen Hübner von Werner Peto die Nachricht, dass Spinner und seine Mittäter in der Nacht einen Großdiebstahl planen. Die Ermittler sind vor Ort und können schließlich Spinner und den Uhrenhehler Dieter Schaffrath auf frischer Tat stellen. Pauls Frau Inge Petzold wurde wiederum in Schwerin verhaftet, als sie ein früher gestohlenes Radio verkaufen wollte.

## Produktion
Zwischen den Gleisen wurde von 7. April bis 16. Mai 1975 unter dem Arbeitstitel Das ehrliche Haus in Halle auf dem Rangierbahnhof Halle – meist Ablaufberg Süd – sowie am Riveufer an der Saale, sowie in Berlin und Umgebung gedreht. Die Kostüme des Films schufen Margot Berndt und Doris Seifert, die Filmbauten stammen von Gudrun Müller. Der Film erlebte am 2. November 1975 im 1. Programm des Fernsehens der DDR seine Fernsehpremiere. Die Zuschauerbeteiligung lag bei 57,6 Prozent.
Es war die 35. Folge der Filmreihe Polizeiruf 110. Oberleutnant Jürgen Hübner ermittelte in seinem 16. Fall und Wachtmeister Lutz Subras in seinem 18. Fall.